# Дозоров, Александр Владимирович
Алекса́ндр Влади́мирович Дозо́ров (7 июня 1965, Аргаш, Ульяновская область — 11 апреля 2019, Ульяновск) — ректор Ульяновского государственного аграрного университета (2004—2019).

## Биография
Родился 7 июня 1965 года в селе Аргаш Инзенского района.
Окончил агрономический факультет Ульяновского сельскохозяйственного института (годы учёбы 1982—1983, 1985—1988, в перерыве служил в армии) и его аспирантуру (1991).
С 1989 г. работал там же на кафедре растениеводства: ассистент, старший преподаватель, доцент. С 2001 г. проректор УлГАУ по учебной работе. В 2004 г. избран ректором и затем дважды переизбирался.
Доктор сельскохозяйственных наук, профессор А.В. Дозоров – автор более 180 научных и методических публикаций, трех монографий, практикума по курсу растениеводства и трех учебных пособий, рекомендованных к изданию Министерством сельского хозяйства РФ. Подготовил в качестве научного руководителя одного доктора и семерых кандидатов наук.
Александр Дозоров был включен в число 500 человек из кадрового резерва Президента РФ. Входил в состав Общественной палаты Ульяновской области трёх созывов (2006 - 2012 гг.), в составы регионального политического совета Ульяновского отделения партии «Единая Россия», экспертного совета по развитию АПК в Приволжском федеральном округе и Агропромышленной палаты Ульяновской области, в совет ректоров Ульяновской области. В феврале 2013 года окончил Российскую академию народного хозяйства и государственной службы при Президенте РФ по специальности «Государственное и муниципальное управление».
Умер 11 апреля 2019 года. Похоронен на Ишеевском кладбище.

## Награды
Заслуги Александра Владимировича по праву отмечены высокими государственными и ведомственными наградами. В их числе – медали «За заслуги в проведении Всероссийской переписи» 2006 и 2010 гг., нагрудный знак "За развитие социального партнерства", звание «Почётный работник высшего профессионального образования РФ», звание «Почётный работник агропромышленного комплекса России», Почетные грамоты Министерства сельского хозяйства Российской Федерации (2007, 2008 гг.), Общественной палаты РФ (2011 г.), Губернатора Ульяновской области, Законодательного собрания Ульяновской области, Министерства сельского хозяйства Ульяновской области.

## Научная деятельность
В 1992 году защитил кандидатскую («Формирование урожая гороха в зависимости от минерального питания и активности бобоворизобиального симбиоза в Лесостепи Поволжья»), в 2003 — докторскую диссертацию.
Автор более 150 научных и методических публикаций, 3 монографий, практикума по курсу растениеводства и 3 учебных пособий.

### Избранные труды
- Дозоров А. В. Оптимизация продукционного процесса гороха и сои в лесостепи Поволжья : дис. … д-ра с.-х. наук : 06.01.09. — Ульяновск, 2003. — 333 с.
- Дозоров А. В., Ермошкин Ю. В. Разработка технологических приёмов возделывания сои в условиях лесостепи Среднего Поволжья / М-во сельского хоз-ва Российской Федерации, ФГБОУ ВПО «Ульяновская гос. с.-х. акад. им. П. А. Столыпина». — Ульяновск : УГСХА им. П. А. Столыпина, 2014. — 163 с. — ISBN 978-5-905970-42-9
- Дозоров А. В., Костин О. В. Оптимизация продукционного процесса гороха и сои в условиях лесостепи Поволжья. — Ульяновск : [Ульян. гос. с.-х. акад.], 2003. — 166 с.
- Дозоров А. В., Наумов А. Ю. Практикум по овощеводству / Министерство сельского хозяйства Российской Федерации, ФГБОУ ВО Ульяновский ГАУ. — Ульяновск : Ульяновский ГАУ, 2018. — 170 с.
- Рахимова Ю. М., Дозоров А. В., Наумов А. Ю. Основная обработка почвы и применение гербицидов в технологии возделывания сои в условиях лесостепи Поволжья / Министерство сельского хозяйства Российской Федерации, ФГБОУ ВО Ульяновский ГАУ. — Ульяновск : Ульяновский ГАУ, 2018. — 172 с. — 500 экз. — ISBN 978-5-9500951-7-7